# Реализация Манифеста о трёхдневной барщине

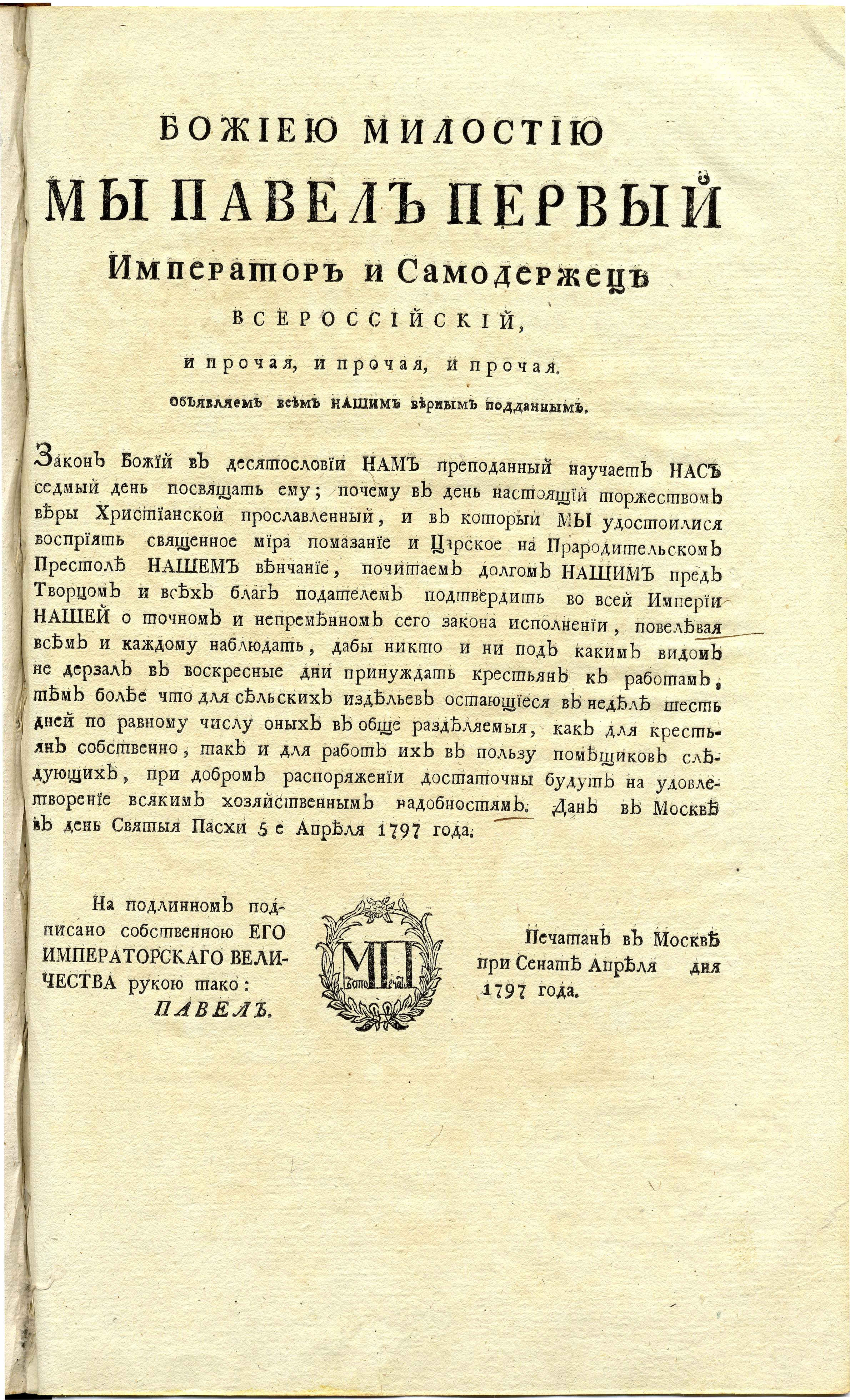
Манифест о трёхдневной барщине

Реализация Манифеста о трёхдневной барщине (1797—1861 гг.) — процесс практического осуществления и воплощения в жизнь правовых предписаний и норм, изложенных в тексте Манифеста императора Павла I от 5 (16) апреля 1797 года. Этот процесс охватывал период с момента издания Манифеста о трёхдневной барщине до отмены крепостного права.
Процесс реализации Манифеста не достиг поставленных целей и закончился почти полным провалом в силу ряда объективных причин, ключевые из которых:
- неоднозначная и противоречивая редакция этого закона (она создавала возможности для различных толкований его содержания);
- отсутствие эффективных механизмов контроля над процессом реализации;
- бойкотирование норм Манифеста дворянско-помещичьими кругами;
- отсутствие эффективной «обратной связи» между крепостным крестьянством и властями (большинство крестьянских челобитных не имели перспектив);
- нерешительность самодержавия (Романовы боялись нарушать дворянские привилегии, опасаясь краха собственной власти).

В рамках процесса реализации Манифеста, с начала XIX века высокопоставленными чиновниками было предпринято несколько попыток его «реанимации», то есть официального подтверждения (В. П. Кочубей, М. М. Сперанский, М. А. Корф, Д. В. Голицын). Но все они заканчивались безрезультатно вплоть до начала 1850-х гг., когда Манифест, наконец, был подтверждён циркуляром министра внутренних дел Д. Г. Бибикова от 24 октября (5 ноября) 1853.
Во второй четверти XIX века ключевые идеи Манифеста были использованы при реализации реформаторских начинаний в Молдове и Валахии (реформы П. Д. Киселёва, 1833 г.), Царстве Польском (инвентарная реформа И. Ф. Паскевича, 1846 г.) и Правобережной Украине (инвентарная реформа Д. Г. Бибикова, 1847—1848 гг.)

## Реализация Манифеста в годы царствования Павла I

### Оглашение. Проблема сенатского толкования

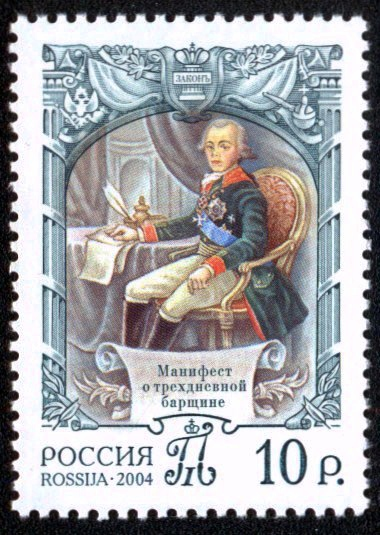
Российская почтовая марка «Павел I подписывает Манифест о трёхдневной барщине», выпущенная в 2004 году (к 250-летию со дня рождения императора)

Манифест о трёхдневной барщине был официально подписан и оглашён в день коронации Павла I и Марии Фёдоровны в Москве в воскресенье 5 (16) апреля 1797 года в Грановитой палате Московского Кремля. После оглашения, Манифест был направлен в Правительствующий сенат, где 6 (17) апреля его заслушали и приняли меры к опубликованию. Отпечатанный текст Манифеста и сопроводительный сенатский указ (истолковывающий смысл этого закона) разослали во все центральные и региональные органы власти. Губернские и наместнические администрации, в свою очередь, направили их в присутственные места «для объявления, как помещикам, так и всенародно». Всего, по данным М. В. Клочкова, по стране было разослано не менее 15 тысяч экземпляров.

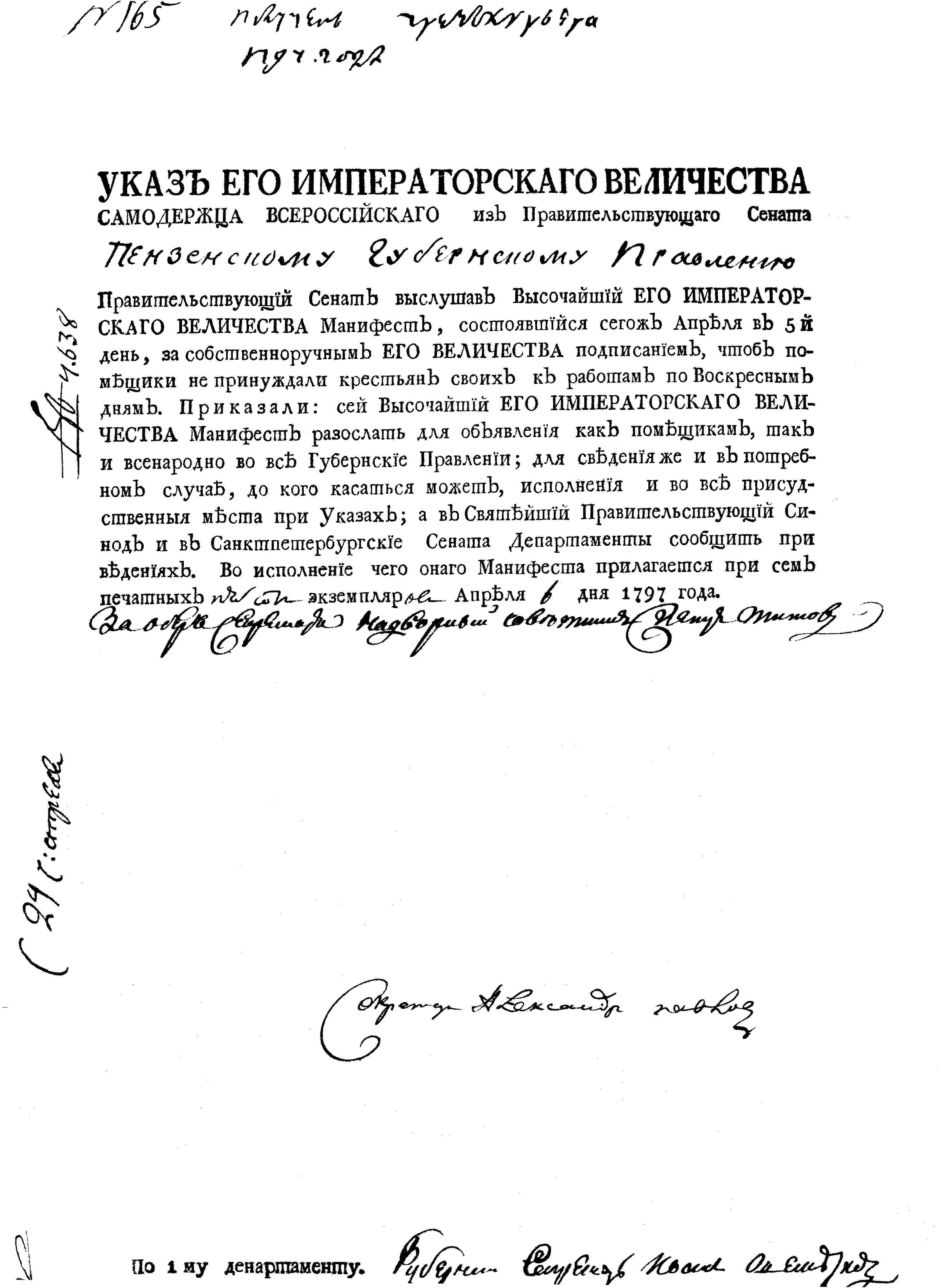
Сенатский указ от 6.04.1797 г., истолковывающий смысл Манифеста о трёхдневной барщине (экземпляр, присланный Пензенскому губернскому правлению)

В ходе процесса оглашения Манифеста о трёхдневной барщине выявились расхождения в трактовке его положений различными властными структурами. Текст императорского Манифеста содержал две нормы: 1) запрет принуждать крестьян к работам в воскресные дни; 2) разделение оставшихся шести дней недели поровну между работами крестьянина на помещика и на себя, то есть трёхдневная барщина. Но, в сопроводительном указе Правительствующего сената от 6 (17) апреля, который истолковывал смысл Манифеста, фигурировала лишь одна норма. Этот сенатский указ, разосланный вместе с павловским Манифестом, трактовал Манифест как закон о запрещении принуждать крестьян к работам в воскресные дни, вообще не упоминая об идее трёхдневной барщины: «Правительствующий Сенат, выслушав Высочайший Его Императорского Величества Манифест, состоявшийся апреля в 5-й день, за собственноручным Его Величества подписанием, чтоб помещики не принуждали крестьян своих к работам по воскресным дням. Приказали: сей Высочайший Его Императорского Величества Манифест разослать для объявления как помещикам, так и всенародно […]».
Региональные власти Российской империи расценили Манифест Павла I так, как его истолковал Сенат, сообщив в своих рапортах о получении императорского Манифеста, который запрещал помещикам принуждать крестьян к работам в воскресные дни. С. Б. Окунь называл эти региональные рапорты «трафаретным повторением сенатской формулировки».
Лишь вологодский губернатор Н. Д. Шетнев в рапорте генерал-прокурору А. Б. Куракину сообщал, что «во исполнение Высочайшего Манифеста о разделении работ предписано было губернскому предводителю приказать уездным предводителям, дабы они имели наблюдение в своих округах, чтобы между помещиками и крестьянами, по силе того Манифеста, в работах шесть дней разделялись». Исключение также представляют собой рапорты епархиальных администраций. В рапортах митрополитов и архиепископов в Синод о получении Манифеста и всенародном оглашении силами местных священников, его содержание трактуется более пространно: «чтоб помещики не принуждали крестьян своих к работам по воскресным дням и о прочем».

### Последствия сенатского указа от 6 апреля 1797 года
Указ Правительствующего сената от 6 (17) апреля 1797 года исказил смысл Манифеста, вообще не упомянув об идеях трёхдневной барщины. Сенатское толкование павловского закона разошлось с его реальным содержанием. Сенатскую трактовку Манифеста приняли почти все губернские администрации (кроме Вологодской). Данная правовая коллизия не была предотвращена Павлом I и создала проблемы для реализации нормы трёхдневной барщины. Вслед за Сенатом и губернаторами, норму трёхдневной барщины проигнорировали российские помещики, привыкшие считать крепостных крестьян своей абсолютной собственностью. Верховная власть не могла рассчитывать на поддержку Манифеста о трёхдневной барщине дворянско-помещичьими кругами, так как павловский закон подрывал их монополию на использование труда крепостных. Российские помещики, привыкшие самостоятельно определять нормы крестьянского труда и часто практиковавшие ежедневную барщину, проигнорировали обе предписанные Манифестом нормы. Крепостники не только не желали устанавливать в своих имениях трёхдневную барщину, но и по-прежнему заставляли своих крестьян работать на них даже по выходным дням.
Типичную характеристику положения дел в стране в те годы содержала записка «Об освобождении рабов», подготовленная в 1802 году российским просветителем и публицистом В. Ф. Малиновским: «В самое трепетное царствование Павла I … в окружностях столицы крестьяне работали на господина не по три дня, как он указать соизволил, а по целой неделе; мужику с боярином далеко тягаться». 
Сенатор И. В. Лопухин в 1807 год открыто предостерегал Александра I, «чтоб не возобновился Указ, разделяющий время работ крестьянских на себя и на помещиков, ограничивающий власть последних». «Хорошо, что (павловский закон) оставался как бы без исполнения», — писал Лопухин государю, потому что «в России ослабление связей подчинённости крестьян помещикам опаснее нашествия неприятельского».

### Крестьянский фактор
Крепостные крестьяне также получили некоторое представление о содержании Манифеста о трёхдневной барщине, так как он был принародно оглашён во всех регионах страны. Российское крестьянство встретило Манифест Павла I с огромной радостью и большими надеждами. По мнению Н. Я. Эйдельмана, крепостные крестьяне, «(раньше всего в столичных, но затем и в более далёких краях) быстро почувствовали какую-то перемену в верхах»: «указы, читавшиеся по церквам или доходившие вместе со слухами, как будто обнадёживали». «Облегчающие указы, особенно Манифест 5 апреля, возбуждали умы: пугачёвщина ещё не забыта, вера в царя-избавителя постоянна». Крестьянские массы, узнавшие о Манифесте, твёрдо восприняли его, как облегчение своего тяжёлого положения, законодательно оформленное российским царём. «В том, что этот документ был воспринят крестьянами как царская санкция на трёхдневную барщину, сомнений быть не может», — подчёркивал С. Б. Окунь.
Но крестьянство сразу столкнулось и с ситуацией прямого бойкотирования павловского Манифеста помещичьими кругами. «Нарушения закона о „трёх днях“ и прочие крепостные тяготы рассматриваются [крестьянами] как неподчинение дворян царской воле». Пытаясь добиться справедливости, крестьяне со всех концов Российской империи направляют государю жалобы на своих помещиков, нарушающих новый закон. В своих жалобах на имя Павла I крестьяне часто ссылались на нормы Манифеста, но не всегда понимали их одинаково. Все зависело от того, как императорский Манифест преломлялся в крестьянском сознании, как его истолковывали в народной среде в каждом конкретном случае.

Барщина. Гравюра. 1798 г.

В основном крестьянские жалобы касались того, что помещики по-прежнему заставляют их работать по воскресным дням. Так, крестьяне Гжатского уезда Смоленской губернии просили у Павла I защиты от помещичьих поборов и работ в праздничные дни. Крестьянин Аршадского уезда Смоленской губернии Леон Фролов взывал к государю: «а как есть от Вашего Императорского Величества запрещено в воскресные дни работать и почитать их праздниками, а мы и единого дня не проводим без господской работы». Рязанский губернатор М. И. Коваленский рапортовал генерал-прокурору А. Б. Куракину, что крестьянин Марк Тихонов, принадлежащий помещику М. К. Фролову, «показал на помещика своего, что он посылал его, Тихонова, на работу в воскресный день, и когда он, не послушав, объявил ему, Фролову, что в воскресные дни работать запрещено, то он, Фролов, порочил якобы указ бранными словами». Крепостные Владимирской губернии, жалуясь государю на невыносимо высокие размеры барщины и оброка, сообщали, что помещик «даже и воскресного дня не даёт нам на себя работать, отчего и приходим в крайнее разорение и бедность, и пропитание имеем милостынею» (из-за нехватки времени для работы на своём хозяйстве у них часто пропадал урожай, и они были вынуждены просить милостыню в соседних сёлах).
В источниках также встречается понимание крестьянами Манифеста как закона о трёхдневной барщине и попытки жалоб на нарушение этой нормы помещиками. Так, крестьяне Лужского уезда Санкт-Петербургской губернии писали Павлу I, что «помещицею не соблюдено повеление Его Императорского Величества, чтоб помещичьи крестьяне работали только половину недели, а другую бы на себя».
Порой в своей трактовке Манифеста крестьяне шли ещё дальше, искажая его смысл по-своему. Так, крестьянин Ямбургского уезда Санкт-Петербургской губернии Андрей Исаков рассказывал крестьянам своей деревни, что «якобы указом повелено крестьянам на господской работе быть от всего дома, сколько б оных в оном ни находилось, мужска полу одному только в неделю два, а женска одной же один день». В сентябре 1797 года в Кумоловской волости Санкт-Петербургского уезда «крестьянские жены отказались ходить в работу для вымолачивания хлеба, отзываясь, что единственно надлежит их мужьям три дни в неделе работать, а не им». Аргумент выдвигался очень простой: в тексте Манифеста сказано — «крестьянам», а не «крестьянам и крестьянкам». К крестьянам отправили земского исправника, который от имени Сената попытался разъяснить им, что «сила сего Манифеста равномерно исполнима должна быть крестьянами и их жёнами». Но крестьяне оказали «пренебрежение» исправнику и разошлись по домам. К выполнению барщинных работ крепостные вернулись лишь после того, как в волость были отправлены войска, а приговор суда, постановил, что Манифест «имеет равную силу как на мужской, так и на женский пол».
В тех случаях, когда помещикам приходилось давать объяснения по итогам проверки жалоб на бойкотирование павловского Манифеста, поданных их крестьянами, они настойчиво убеждали Петербург в том, что в их имениях активно практикуется трёхдневная барщина. Так, помещик Владимирской губернии Н. В. Соляников, на которого Павлу I жаловались крестьяне, убеждал генерал-прокурора А. Б. Куракина, что его крестьяне «сельским изделием не отягощаются, а во всех летних работах употребляются три дня в неделю». В большинстве случаев, дворянско-помещичьим кругам (при поддержке губернских администраций) удавалось убедить Петербург в своей правоте и добиться наказания крестьян-жалобщиков.
Тем не менее, были случаи, когда проблема невыполнения помещиками Манифеста о трёхдневной барщине становилась предметом судебных разбирательств. Так, в 1797 году крестьяне Кумоловской мызы Санкт-Петербургского уезда, которые принадлежали майору Опицу и находились в арендном пользовании у капитана Теренберга подали жалобу на притеснения со стороны последнего. Дело было передано в суд, где удалось доказать вину Теренберга (он незаконно принуждал арендуемых им крестьян к дополнительным работам «в противность именного Его Императорского Величества высочайшего указа, изданного 1797 г. апреля в 5-е число» и собирал с крестьян чрезмерные поборы, которые приводили их в «крайнее разорение и отягощение»). По решению суда, Теренберг лишился чинов, а его контракт об аренде был аннулирован и уничтожен. В 1800 году крестьяне подмосковного помещика Татаринова обратились с жалобой к московскому главнокомандующему, что помещик отягощает их «чрезмерными работами». Воскресенский уездный суд согласился с доводами крестьян, признав, что «излишняя» работа, превышающая трёхдневную барщину, действительно имела место в имении Татаринова. Крестьяне там работали на помещика по 3,5 дня в неделю, а во время сенокоса и уборки урожая отбывали барщину в течение десяти дней подряд. Но, подобные случаи являлись исключениями и имели место только в годы царствования Павла I.
В целом, следует заметить, что не существовало реальной «обратной связи» между крепостным крестьянством и верховной властью. По справедливому замечанию Н. Я. Эйдельмана, «помещики и местные власти каждодневно имели сотни возможностей „прижать“ крестьян независимо от петербургских указов». Это было суровой реальностью империи Романовых. Даже разобравшись в сути Манифеста и направив царю жалобу на его нарушения помещиками, крестьяне лишь в редких случаях могли рассчитывать на успех. Если даже Павел I и давал ход жалобам, то их проверка, как правило, поручалась региональным властям (губернатору, предводителю дворянства и т. д.) представители которых в большинстве случаев настойчиво убеждали Петербург в том, что местные крестьяне — это неблагодарные тунеядцы и бездельники, способные заниматься лишь ложными доносами и наветами на своих хозяев. Жалобы крепостных очень часто оказывались «ложными», а их авторы подвергались различным наказаниям. Крестьянские жалобы редко доходили до суда, но и в суде не всегда можно было найти поддержку, а тем более одержать победу в тяжбе с представителями привилегированных сословий, даже если правота крестьян была очевидна.

### Позиция императора Павла

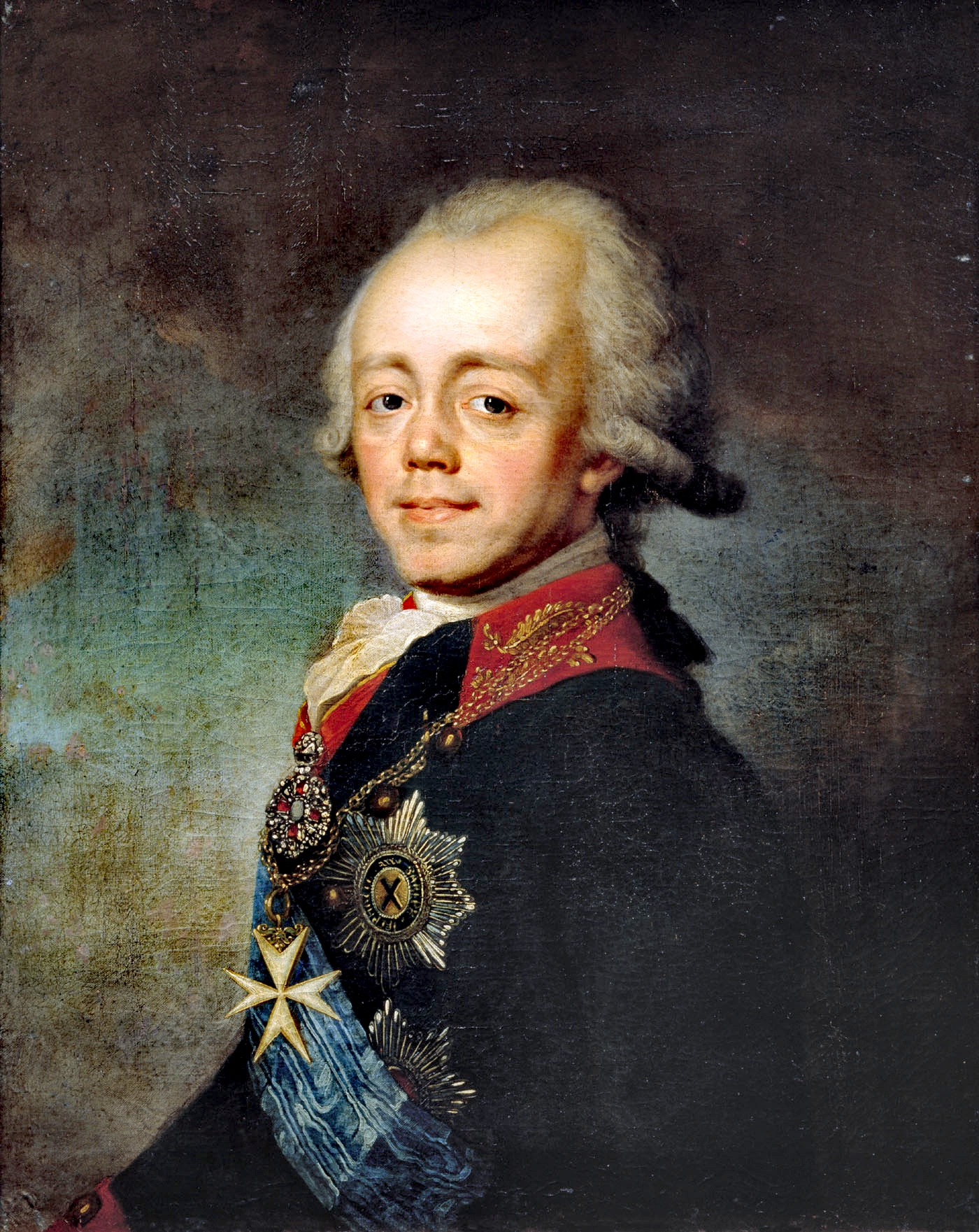
Император Павел I. Портрет С. С. Щукина

Сведения, которыми располагает современная историческая наука, не дают оснований утверждать, что Павел I лично способствовал принятию каких-либо ключевых организационных мер с целью повышения эффективности реализации Манифеста. Более того, создаётся впечатление, что император, издав этот Манифест, почти полностью отстранился от его реализации, целиком делегировав контроль за её выполнением различным государственным инстанциям страны (начиная от Сената и заканчивая мелкими региональными ведомствами). Участие Павла I в реализации Манифеста фактически сводилось лишь к рассмотрению жалоб на нарушения норм Манифеста, поступавших на высочайшее имя. Если подобные жалобы имели место, то император отдавал распоряжение разобраться и, по возможности, разрешить затронутые в них проблемы. Однако никаких серьёзных мер, направленных на усиление контроля за соблюдением изложенных в Манифесте предписаний монарх так и не предпринял.
Манифест бойкотировался подавляющим большинством российских помещиков, и Павел I в тот момент был единственным человеком в стране, который мог переломить сложившуюся ситуацию. Но он этого не сделал. Жёсткий контроль за соблюдением норм и идей Манифеста о трёхдневной барщине так никогда и не стал приоритетным направлением государственной политики Павла I в области крестьянского вопроса. Почему этого не произошло? «Кто мешал этому неутомимому изобретателю законов изменить один из них [например, тот же Манифест о трёхдневной барщине], который, по его мнению, был настолько плох, что можно было считать себя обязанным его нарушить?», — задавал риторический вопрос К. Ф. Валишевский, характеризуя политику Павла I в области крестьянского вопроса. Почему Павел так и не пошёл на введение серьёзных санкций за нарушение норм и идей Манифеста и ужесточение правительственного контроля за его исполнением?
Во-первых, следует помнить о том, что Павел I всегда был парадоксально убеждён в действенности и эффективности своих законодательных мер и считал сам факт их наличия вполне достаточными для решения социально-экономических и любых иных проблем. «Указ казался Павлу уже свершением его желаний», — справедливо замечает Д. И. Олейников. Павел I не считал нужным всерьёз контролировать процесс реализации Манифеста, так как был убеждён в том, что большинство помещиков просто не посмеют нарушать предписанные им нормы. Это катастрофически сказалось на реализации данного закона и позволило дворянско-помещичьим кругам негласно бойкотировать его.
Во-вторых, необходимо учитывать весьма сложное и далеко неоднозначное отношение Павла I к крестьянскому вопросу. Российский император, действительно, искренне желал облегчить тяжёлое положение простого народа, но при этом вовсе не хотел видеть крепостное крестьянство мощной и самостоятельной политической силой, так как последнее постоянно внушало ему мысли о потере трона. «Если будет реформа, придётся уйти», — так недвусмысленно выразился Павел I, размышляя о возможных последствиях отмены крепостного права в письме супруге 3 июня 1798 года из Костромской губернии. Восторженные встречи царя простым народом в Муроме и Костроме, искренние ликования провинциальных крестьян при виде своего государя, которыми Павел, судя по его письму, был очень тронут («меня окружает … бесчисленный народ, непрерывно старающийся выразить свою безграничную любовь»), так и не смогли переубедить его в главном. Император не был уверен, что сумеет сохранить всю полноту своей власти над огромными крестьянскими массами России в случае предоставления им реальных прав и свобод. Самим фактом издания Манифеста о трёхдневной барщине император уже решился на довольно рискованный шаг, фактически встав между помещиком и крепостным крестьянином, с целью регламентации нормы крестьянского труда. Павел I пошёл на издание манифеста под влиянием крестьянских жалоб и волнений, наконец, просто из-за доброжелательного отношения к народным массам, но в его планы не входило радикальное наступление на крепостное право. Чёткая регламентация крестьянских повинностей и жёсткий правительственный контроль за её соблюдением нанесли бы слишком мощный удар по всей системе крепостного права. Это не входило в планы императора, так как упорно внушало ему мысли о потере трона. Крестьянские массы постепенно почувствовали это и не скрывали своего разочарования таким поворотом политики царя, с именем которого они связывали столько надежд. «Вот сперва Государь наш потявкал, потявкал да и отстал, видно, что его господа преодолели…», — высказывал своё недовольство летом 1797 года дворцовый крестьянин Владимирской губернии Василий Иванов.
Таким образом, неоднозначная и противоречивая редакция Манифеста, отсутствие эффективных механизмов контроля над процессом реализации, негласное бойкотирование норм и идей Манифеста дворянско-помещичьими кругами России, отсутствие эффективной «обратной связи» между крепостным крестьянством и властями и нерешительность Павла I существенно осложнили его реализацию, фактически поставив под угрозу её осуществление.

## Реализация Манифеста в годы царствования Александра I
При ближайшем преемнике Павла I реализация Манифеста о трёхдневной барщине окончательно сошла на нет. Фактически, этот государственный закон умер вместе с его автором. В годы царствования Александра I (1801—1825 гг.) редкие попытки российского чиновничества если и не контролировать соблюдение норм Манифеста, то хотя бы учитывать само его существование, вызывали постоянные нападки дворянско-помещичьих кругов, убеждавших самодержавие, что Манифест о трёхдневной барщине является ненужным и вредным для страны законом, который лучше бы совсем отменить. Отчаянные попытки реанимации павловского закона, предпринимаемые либералами (М. М. Сперанский, Н. И. Тургенев) также не увенчались успехом, а их инициаторы оказались в политической изоляции, лишившись поддержки самодержавия.

### Взгляды Сперанского

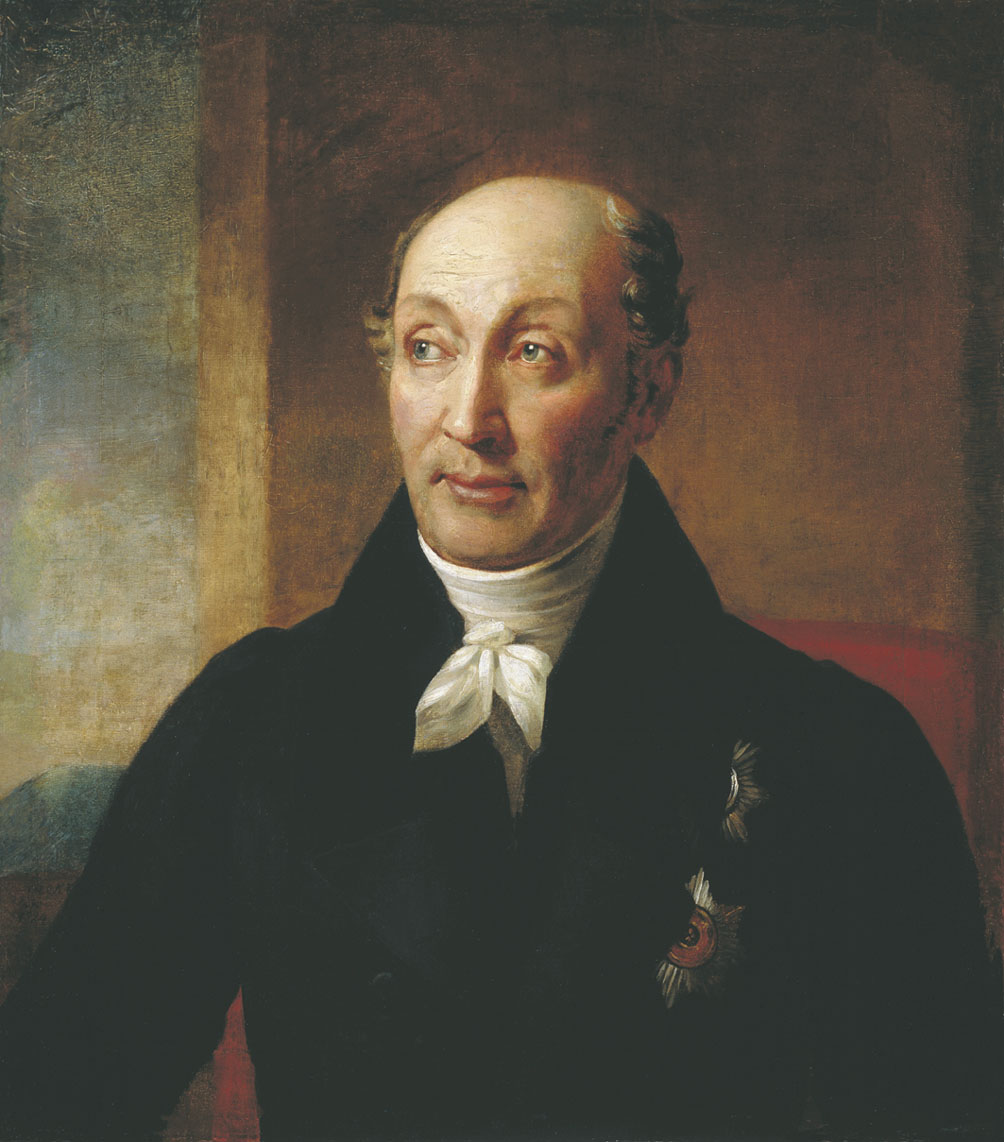
М. М. Сперанский

Первая серьёзная попытка реанимации павловского Манифеста связана с именем М. М. Сперанского, который придавал очень большое значение этому закону. В «Плане государственного преобразования (Введении к Уложению государственных законов)» (1809), разрабатывавшемся для Александра I, Сперанский дал позитивную оценку Манифесту «покойного государя», назвав павловский закон «весьма примечательным». Сперанский считал идею трёхдневной барщины законодательной нормой, характеризуя Манифест Павла I, как «постановление о разделе поселянских работ с ограничением их тремя днями». По мнению Н. Я. Эйдельмана, Сперанский называл павловский Манифест «„замечательным“ именно как возможное начало целой системы улучшений крестьянского быта». «Государственный деятель, — считает Эйдельман, — отлично видел, что тот закон не имел продолжения, развития, но находил в нём зерна для произрастания». Но Сперанскому не суждено было продолжить эти прогрессивные начинания павловского времени. Молодой реформатор, ненавидимый едва ли не всеми дворянско-помещичьими кругами и правительственной бюрократией, оказался в политической изоляции, вслед за которой последовала унизительная отставка и долгие годы опалы и вынужденного бездействия.

### Взгляды Лопухина. Победа консерваторов.

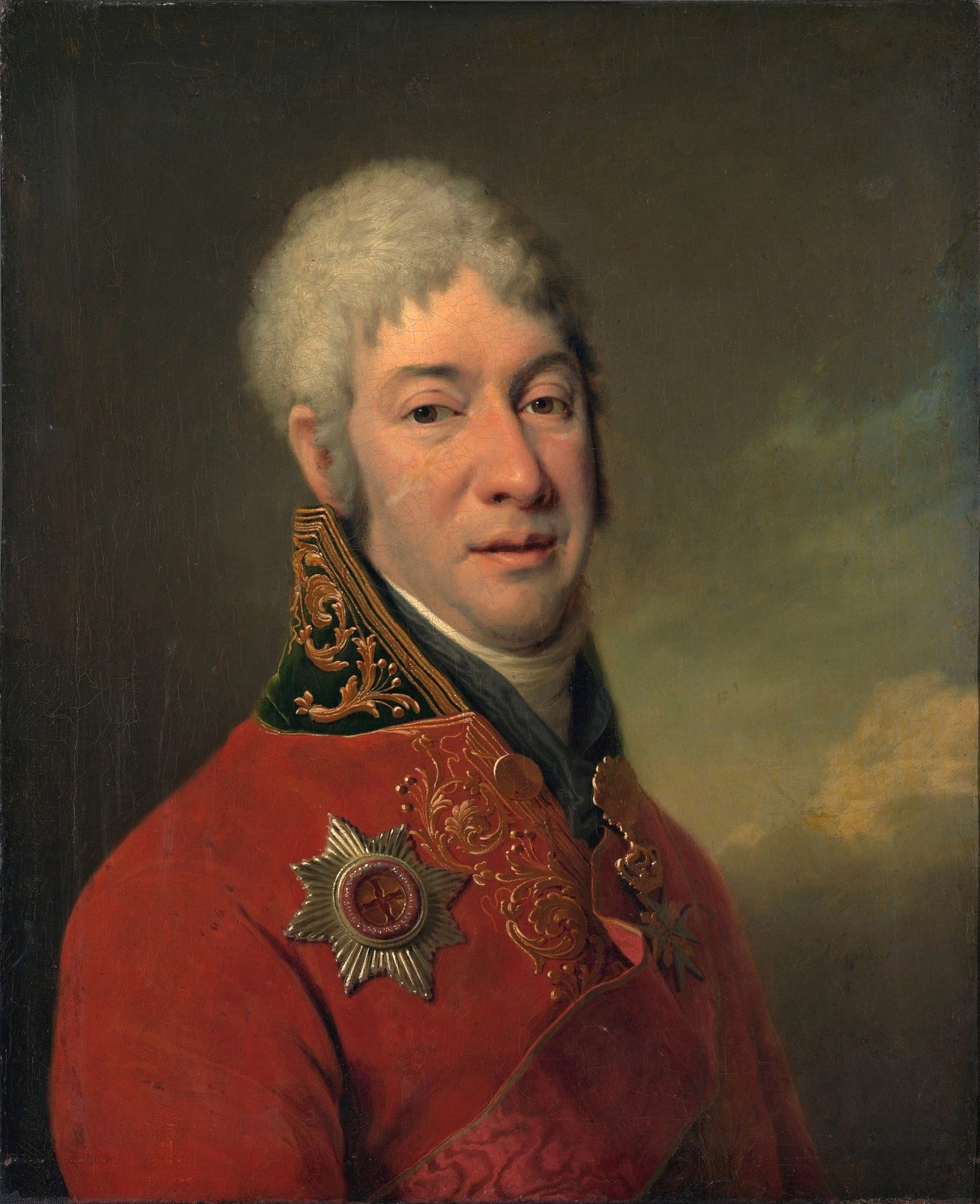
И. В. Лопухин

Александр I, как когда-то и Екатерина II, смирился с победой консервативных кругов, которые неукоснительно настаивали на консервации крепостного права. Примером такого рода стали взгляды сенатора И. В. Лопухина, который в письме от 4 января 1807 года из Тулы предостерегал молодого императора воздержаться от подтверждения Манифеста о трёхдневной барщине и даже открыто признавался государю, что лично рекомендовал саботировать этот императорский закон местной военной администрации, курирующей земское войско. Манифест о трёхдневной барщине, «которого памятны следствия при издании его», «смею сказать, — пишет Лопухин, — хорошо, что оставался как бы без исполнения». Павловский Манифест, по мнению Лопухина, ограничивает власть помещиков над крестьянами «не сходно с общею пользою», потому что «в России ослабление связей подчинённости крестьян помещикам опаснее нашествия неприятельского» и «ничего не может быть пагубнее для внутренней твёрдости и общего спокойствия России, как расслабление оных связей». Лопухин сообщает Александру I, что он на свой страх и риск уже рекомендовал саботировать Манифест о трёхдневной барщине местной военной администрации во главе с генералом Тутолминым, курирующей земское войско.
Откровенная смелость Лопухина, фактическая полемика с самодержавием, упор на защиту якобы государственных, а не помещичьих интересов превращали банальные консервативные взгляды высокопоставленного чиновника и крепостника едва ли не в гражданскую позицию русского патриота, радеющего о благе Отчизны. Подобное давление со стороны дворянско-помещичьих кругов во многом предопределило позицию самодержавия. Молодой император оказался не готов обращаться с русскими помещиками так, как обращался с ними его погибший отец.

### Инициативы Тургенева

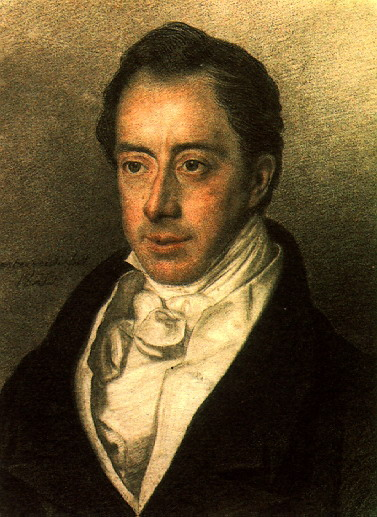
Н. И. Тургенев

В 1819 году известный экономист, правовед и публицист Н. И. Тургенев в «Записке о крепостном праве», поданной императору Александру I, сообщал, что «многие помещики, сверх трёх дней работы, берут с крестьян другие подати в натуре и деньгами. Известно, что некоторые заставляют крестьян своих работать не 3, а 4, 5 и даже 6 дней в неделю». Одной из причин бездействия норм Манифеста Тургенев считал намеренное отсутствие должного контроля за соблюдением крестьянских интересов со стороны губернских администраций, опасающихся усиления активности крестьянских масс (провинциальные чиновники видели в этом повод к дальнейшим волнениям и беспокойствам в народной среде.
Тургенев призывал Александра I вернуть к жизни Манифест о трёхдневной барщине, чётко зафиксировав и ограничив крестьянские повинности («весьма полезно было бы, если б был подтверждён закон императора Павла I-го о трёхдневной работе, к чему можно присовокупить, что крестьянин, работающий три дня в неделю, не обязан сверх сего помещику никакими другими повинностями, ни платою оброка и никакими сборами»). Также он предлагал ограничить детский барщинный труд, запретив принуждать детей до 10 или 12 лет к работам на помещиков. Но Александр I не поддержал эти инициативы.
Манифест о трёхдневной барщине бойкотировался дворянско-помещичьими кругами на протяжении всего его царствования.

### Некоторые аспекты реализации Манифеста при Александре I

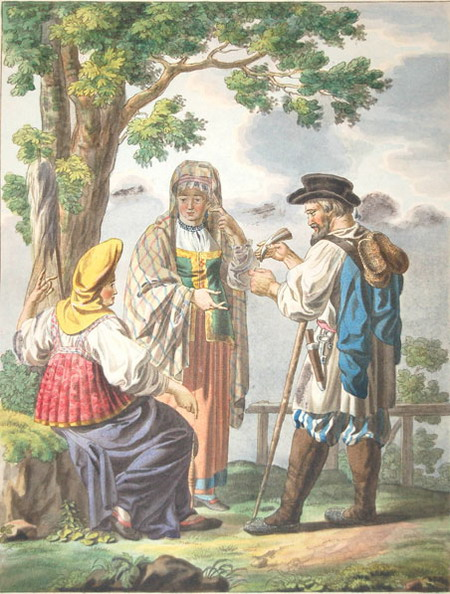
Русские крестьяне. 1810-е гг.

Крестьянские жалобы на бойкотирование трёхдневной барщины помещиками при Александре I идут на убыль (крестьяне чувствуют их бесперспективность), но некоторые крестьяне все же вспоминают о существовании Манифеста. Так, в 1818 году симбирский губернатор сообщал императору: «в рассуждении господских работ все крестьяне помещицы Наумовой единогласно утвердили», что в то время как им «положено работать три дня на господина и три дня на себя», эта норма закона не соблюдалась, и их заставляли работать даже по воскресным дням.
В отдельных случаях, центральное правительство и региональные власти вспоминали о существовании Манифеста. Так, в 1809 году министр внутренних дел А. Б. Куракин, сообщая Комитету министров об отказе крестьян Могилёвской губернии работать по инвентарям и доказывая их «ослушность», ссылался на Манифест о трёхдневной барщине: «Распределение работ было сделано в надлежащем порядке и с великой умеренностью, ибо малосемейные вовсе уволены от работ, имеющие в семействе по одной рабочей душе мужеска и женска пола обязаны служить по половину дня в неделю, а имеющие 2 души по 1 дню и так далее; самые большие семейства не работают более как три дня в неделю на помещика». В 1825 году, после отказа крестьян Гродненской губернии работать по инвентарям, министр внутренних дел В. С. Ланской обращаясь к Комитету министров, также ссылался на павловский Манифест: «все инвентари, не превышающие повинностей, назначенных высочайшим Манифестом 5 апреля 1797 г. по три дня в неделю, были правильны и оных держаться должно». В начале 1818 года, когда крестьяне помещиков Алексеевых обратились с жалобой к тамбовскому губернатору на притеснение со стороны приказчика, губернатор потребовал от Алексеевых, чтобы «на работы господские определены были три дня». В 1816 году рязанский губернатор И. И. Князев, в связи с неповиновением крестьян на фабрике Козлова, приказал, чтобы приписные крестьяне «не были бы отягощены» и не принуждались к работам «свыше мер, предписанных в высочайших указах 5 апреля 1797 г. и 16 марта 1798 г.».
На павловский Манифест иногда ориентировались дворянские представители в случаях разработки положений об управлении имениями, возвращёнными владельцам из государственной опеки. Так обстояло дело с имением помещиков Кафтыревых в Ярославской губернии (1821). В разработанном положении указывалось, что следует вести «обработку вообще барских полей уравнительно и для обоюдных польз помещика и крестьян производить брат на брата, то есть половина должна находиться на барщине, а другая заниматься домашним хозяйством. В сём положении барщины само собой разумеется, что одинокие крестьяне обязаны быть три дня дома». Аналогичное положение представители дворянства Ярославской губернии выработали в 1824 году для помещицы Носковой, на которую поступила жалоба от крестьян на «обременение» их господскими работами.

### Несостоявшееся подтверждение Манифеста

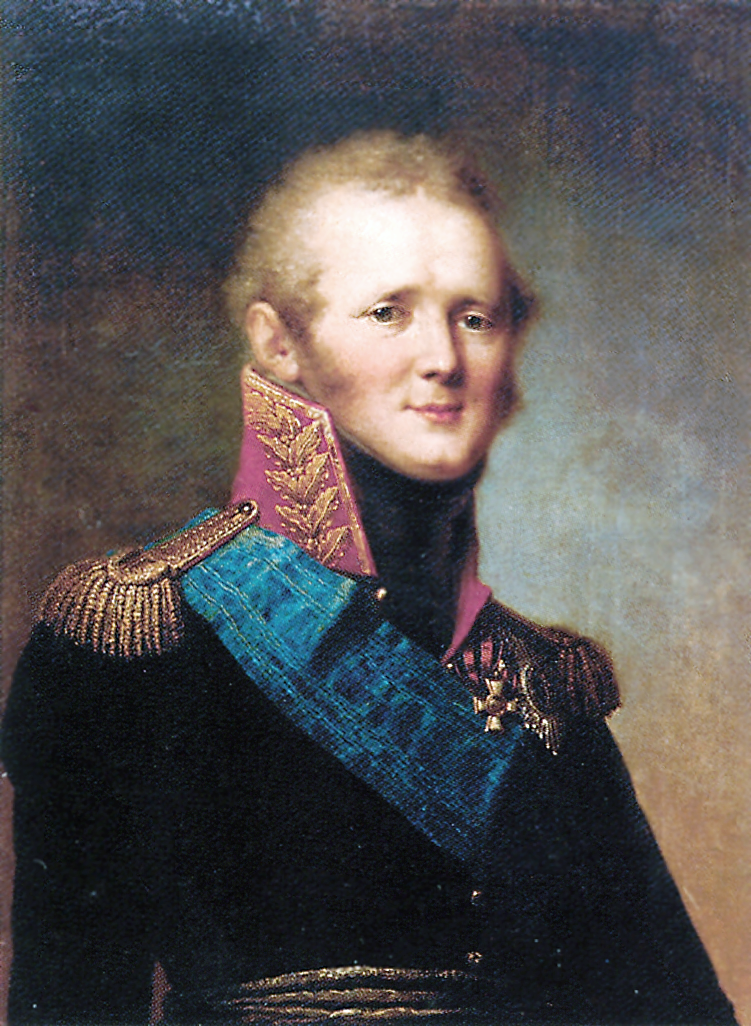
Александр I

В законодательстве времени императора Александра I с павловским Манифестом были связаны два указа: от 14 (25) февраля 1818 года и от 30 сентября (11 октября) 1818 года. Первый указ возлагал на духовенство обязанность следить за тем, чтобы помещики не заставляли крестьян работать по воскресеньям. В случае выявления нарушений, священники обязаны были доносить об этом министру духовных дел и народного просвещения. Второй указ освободил духовенство от этой обязанности и вновь возложил её на губернские администрации. Некоторым достижением указа от 30 сентября (11 октября) 1818 года стал тот факт, что помимо воскресных дней он также запретил помещикам заставлять крестьян работать в дни православных праздников (это устранило юридический пробел павловского Манифеста). Но на подтверждение трёхдневной барщины Александр I не решился.
Судьба Манифеста о трёхдневной барщине при Александре I ярко свидетельствует о том, что самодержавие фактически смирилось с бойкотом норм этого закона дворянско-помещичьими кругами. Манифест почти бездействовал, хоть и не был отменён. Отдельные случаи обращения к нормам трёхдневной барщины являлись заслугой некоторых губернских администраций или провинциальных дворянских кругов, но не самодержавия. Александр I позволил консерваторам свести на нет Манифест о трёхдневной барщине, оставив крепостных крестьян один на один с «доброй волей» и «отеческой заботой» своих помещиков. В итоге, по словам С. В. Мироненко, «положение в масштабе всей огромной Российской империи продолжало оставаться прежним, в самом последнем помещичьем имении все зависело от личных качеств помещика … Закон ничего не гарантировал».

## Реализация Манифеста в годы царствования Николая I
В годы царствования Николая I (1825—1855 гг.) сохранилась ситуация открытого бойкотирования Манифеста дворянско-помещичьими кругами. Однако имели место попытки реанимации Манифеста о трёхдневной барщине со стороны правительственных кругов реформаторского толка (В. П. Кочубей, М. М. Сперанский, М. А. Корф). На реанимации павловского Манифеста настаивала и передовая общественность страны (М. С. Воронцов и др.). Кроме того, его ключевые идеи были использованы в ходе реформаторских начинаний в Дунайских княжествах, Правобережной Украине и Царстве Польском.

### Взгляды Кочубея

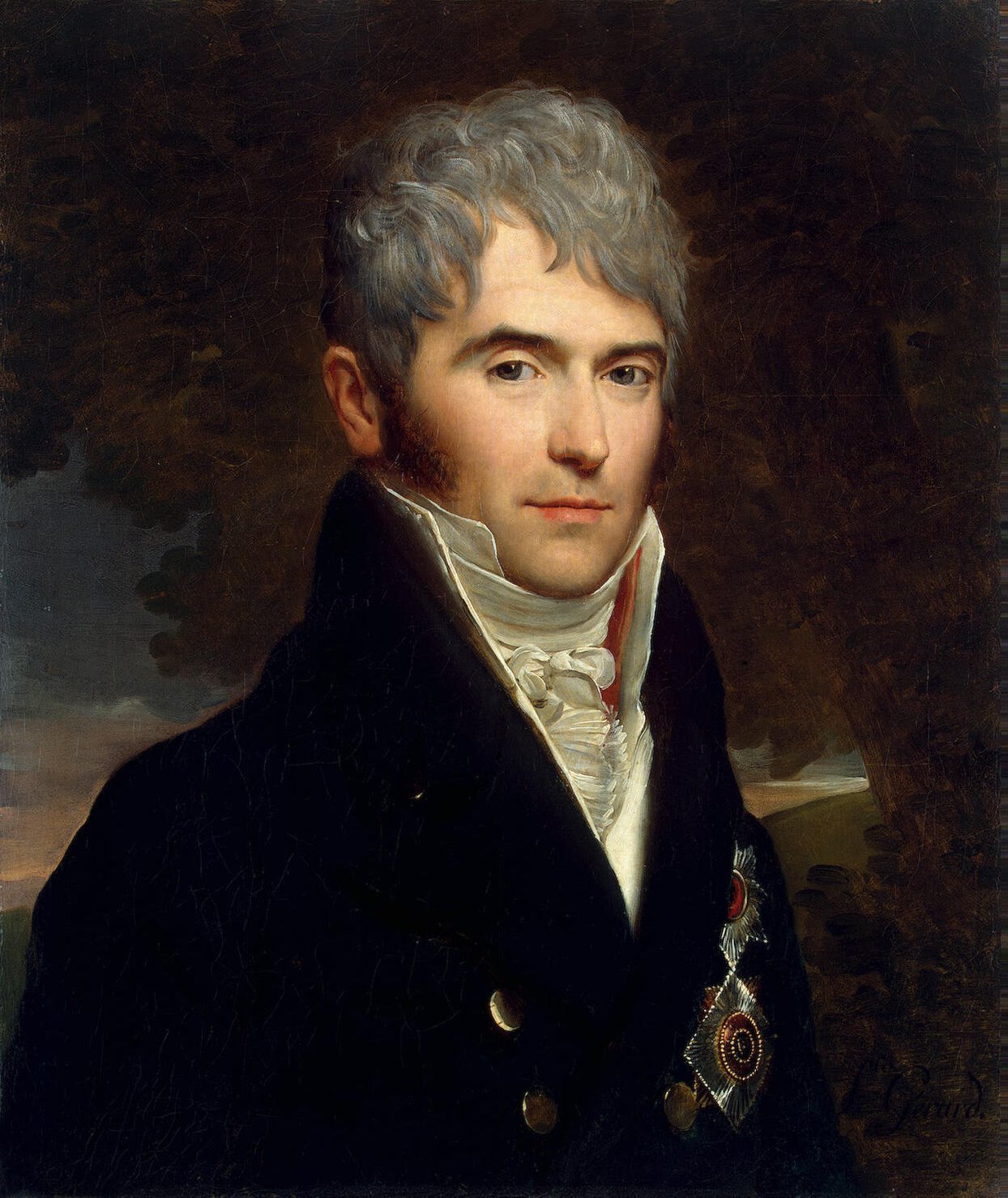
В. П. Кочубей

Попытки реанимации Манифеста о трёхдневной барщине, предпринимаемые в самом начале николаевского царствования наталкивались на мощное сопротивление со стороны не только дворянско-помещичьих кругов, но и императорской семьи. Члены первого Секретного комитета, созданного в 1826 году, столкнулись с мощным противодействием со стороны старшего брата императора, великого князя Константина Павловича, который в 1830 году уже в самом факте обсуждении вопроса «об улучшении положения крепостных людей» увидел «обиду для дворянства». Председатель Секретного комитета В. П. Кочубей, который также возглавлял Комитет министров, отвечая великому князю на это замечание, писал, что крестьянский вопрос неоднократно занимал многих российских государей и что ещё императором Павлом I был «издан коренной закон о мере работ крестьян на помещиков».
Но протест престарелого государственного сановника, до конца жизни остававшегося убеждённым либералом, не заставил брата двух императоров пересмотреть свои взгляды. Проекты первого Секретного комитета так и не получили поддержки Николая I, а В. П. Кочубей, к концу своей жизни оказавшийся на вершине административной лестницы «с разбитыми планами», «где мог, спасал хотя бы имя и тень прежних умеренно-либеральных начинаний».

### Внесение Манифеста в Свод законов Российской империи
Несмотря на продолжающийся провал реализации, Манифест о трёхдневной барщине претерпел позитивную юридическую трансформацию за годы николаевской эпохи. Принцип трёхдневной барщины, вызывающий определённые споры из-за неоднозначной редакции Манифеста, окончательно превратился в ясный и чёткий закон о трёхдневной барщине. Это было достигнуто благодаря государственной деятельности возвращённого из опалы М. М. Сперанского, а также М. А. Корфа, который в 1826—1831 гг. работал под началом Сперанского и участвовал в кодификации законодательства.
В конце 1820-х гг. Сперанский подготовил записку «О крепостных людях», в которой назвал павловский Манифест «важнейшей мерой» по исправлению положения крепостных крестьян. По мнению Сперанского, был «установлен трёхдневный порядок крестьянских работ и, следовательно, в первый раз законом признано: 1) что власть помещика над крестьянином ограничена половиной сил его; 2) что другая половина его принадлежит ему, а не помещику; 3) что, посему, крестьянин может иметь собственность, и сам ничьей полной собственностью быть не может. Хотя же сии последствия с точностью и не определены законом, но они все содержаться в его смысле». Как и четверть века назад, Сперанский называл Манифест законом о трёхдневной барщине и первой попыткой ограничения крепостного права в России, а также обратил внимание и на скрытый смысл Манифеста, согласно которому, крестьянин не может являться полной собственностью помещика.

М. А. Корф

В 1826 году Сперанский фактически возглавил 2-е Отделение Собственной Его Императорского Величества канцелярии и вплоть до смерти в феврале 1839 года руководил кодификацией основных государственных законов Российской империи. Заслугой Сперанского является тот факт, что павловский Манифест в 1830 году был внесён в Полное собрание законов Российской империи (под названием: «Манифест о трёхдневной работе помещичьих крестьян в пользу помещика, и о непринуждении к работе в дни воскресные»). Так была поставлена окончательная точка в спорах о том, чем следует считать упоминание о трёхдневной барщине: обязательной нормой или простой рекомендацией. Дальнейшей трансформации текст Манифеста подвергся при составлении Свода Законов Российской империи (1832). Составлением первой книги Свода гражданских узаконений — «О состояниях» (и, в частности, «изложением узаконений главы о крепостных людях», вошедшей в 9-й том Свода законов) занимался М. А. Корф. Статья 589 Свода гражданских узаконений провозглашала, что «владелец может налагать на крепостных своих всякие работы, взимать с них оброк и требовать исправления личных повинностей, с тем только, чтобы они не претерпевали чрез сие разорения и чтоб положенное законом число дней оставляемо было на исправлении собственных работ». А первая часть статьи 590 уже конкретизировала «положенное законом число дней», упомянутое в предыдущей статье: «крестьяне обязаны работать на своего помещика три дня в неделю». Вторая часть статьи 590 повторяла запрет принуждения крестьян к барщинным работам по выходным и праздничным дням. В аналогичной формулировке, но под другими номерами, данные статьи вошли в издания Свода Законов 1842 и 1857 гг. Юридическим основанием для обеих статей стал павловский Манифест о трёхдневной барщине.
Таким образом, благодаря Сперанскому и Корфу, Манифест о трёхдневной барщине был официально зачислен в разряд действующих законов империи. Забытый закон императора Павла был реанимирован и возвращён к жизни, стране и обществу явственно напомнили о его существовании. Однако и это не решило проблему неисполнения Манифеста. Его открытое бойкотирование со стороны дворянско-помещичьих кругов продолжалось.

### Реализация идей Манифеста в Дунайских княжествах

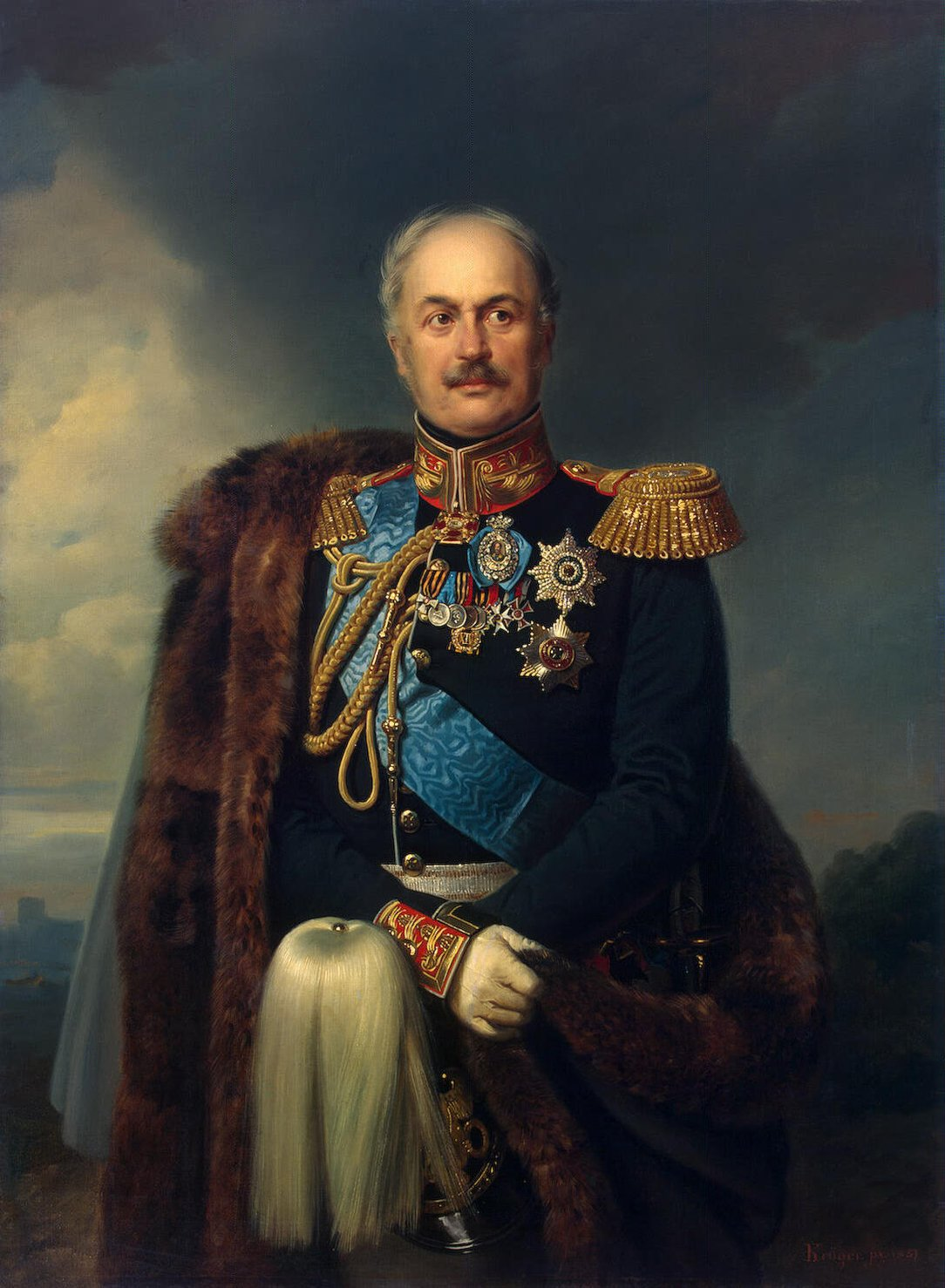
П. Д. Киселёв

Основная идея Манифеста о трёхдневной барщине — регламентация повинностей крепостных крестьян — была взята на вооружение П. Д. Киселёвым и легла в основу крестьянской реформы, проводившейся российской военной администрацией в Дунайских княжествах после русско-турецкой войны 1828—1829 гг.
В Молдове и Валахии в 1833 году были установлены чётко зафиксированные нормы работы крестьян на местных помещиков-бояр (позднее в юго-западных губерниях Российской империи они назывались инвентарями). Дунайские княжества тогда рассматривались николаевскими реформаторами как пилотные регионы. На их территории военная администрация во главе с П. Д. Киселёвым осуществила пробную реализацию мер, которые в перспективе должны были охватить всю империю. В мае 1834 года П. Д. Киселёв вернулся в Петербург и был принят Николаем I, который потратил три дня на изучение его отчёта о реформах в Дунайских княжествах, особо заинтересовавшись аспектами, посвящёнными проблемам крестьянского вопроса.

### Инициатива подтверждения Манифеста и её провал
После того, как в начале 1830-х гг. павловский Манифест был включён в Свод законов Российской империи, следующим важным шагом могло бы стать его высочайшее подтверждение со стороны императора. Николай I искал оптимальные меры для решения проблемы крестьянского вопроса. К середине 1830-х гг., у него «созрело твёрдое убеждение в том, что пришло время вплотную заняться изменением положения крепостных крестьян». Этому способствовали и пилотные реформаторские начинания П. Д. Киселёва в Дунайских княжествах.

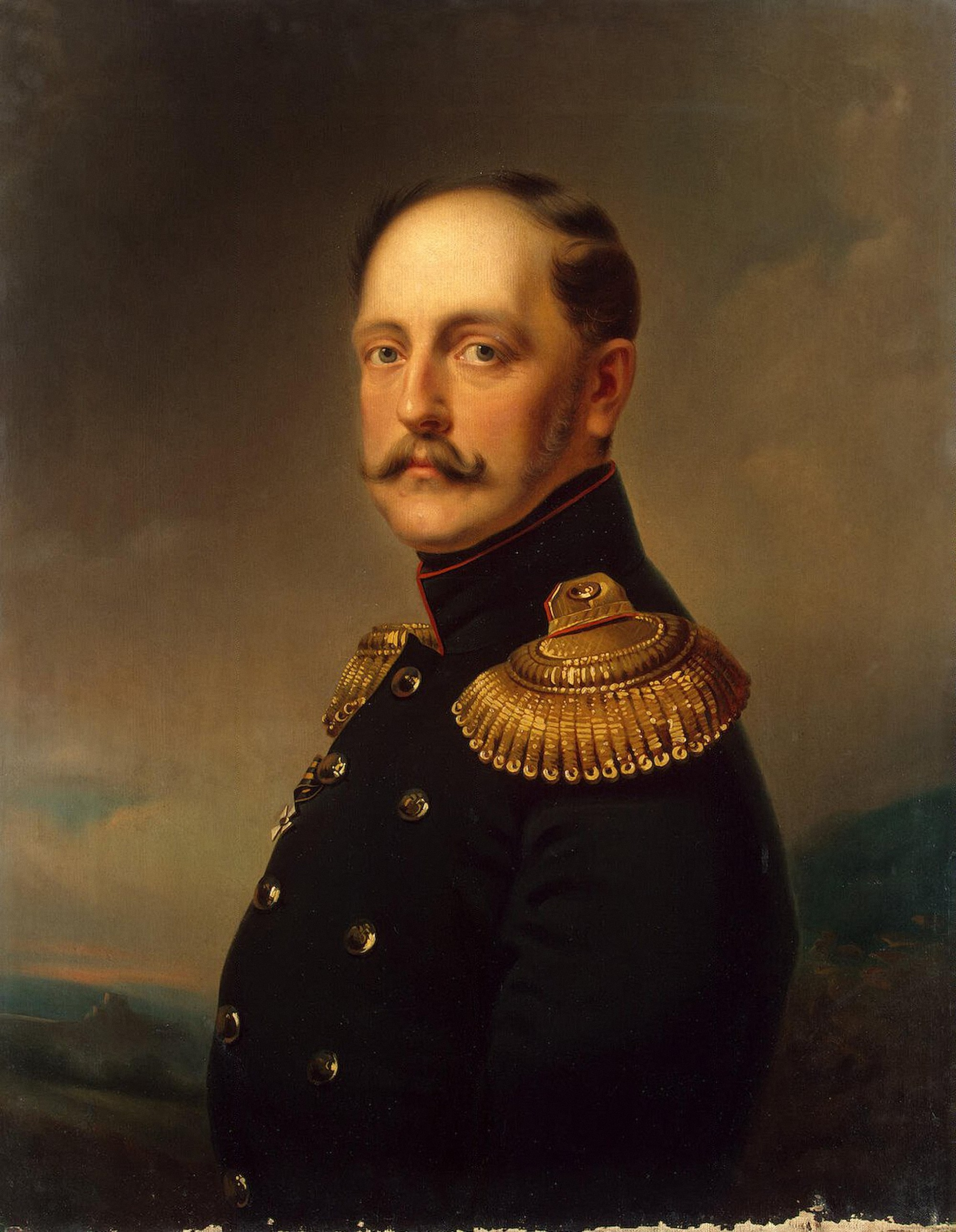
Николай I

В 1835 году Николай I создал Секретный Комитет по крестьянскому делу, который положил начало реформе государственной деревни, проведённой П. Д. Киселёвым. 10 ноября 1839 года Николай I учредил новый Секретный Комитет с целью рассмотрения двух серьёзнейших вопросов: возможность модификации указа о вольных хлебопашцах и перспективы распространения инвентарей в помещичьих имениях. От Николая I ожидали решительных мер, которые могли бы привести к историческому прорыву: 1) сделать указ о вольных хлебопашцах, изданный Александром I в 1803 году, обязательным для исполнения всеми помещиками; 2) регламентировать крестьянские повинности по особому для каждого помещичьего имения инвентарю, законодательно обязав помещиков заключать соответствующие договоры со своими крестьянами (в духе основных идей Манифеста о трёхдневной барщине). Обсуждение этих вопросов в Секретном Комитете перешло в серьёзную дискуссию, которую не удалось скрыть от общественности. По Петербургу, а затем и по провинциям пошла молва, что правительство «готовится дать крепостным людям вольность», — вспоминал М. А. Корф. Даже французские дипломаты в своих депешах из Петербурга сообщали об оппозиционных настроениях дворянско-помещичьих кругов и высказывали опасения, что Николаю I, замахнувшемуся на дворянские привилегии, грозит трагическая участь его отца — императора Павла I.
В начале 1842 года проект указа был внесён в Государственный Совет. 30 марта 1842 года состоялось заседание Общего собрания Государственного Совета с участием императора. Николай I открыл заседание смертным приговором для крестьянской реформы: «нет сомнения, что крепостное право, в нынешнем его положении у нас, есть зло, для всех ощутительное и очевидное, но прикасаться к нему, теперь, было бы делом ещё более гибельным … Я никогда на это не решусь». О государственной регламентации крестьянских повинностей в выступлении Николая I не шло даже и речи. Заключение договоров с крестьянами об инвентарях было оставлено на личное усмотрение помещиков. Император сообщил, что проект указа «даёт каждому благонамеренному владельцу способы улучшить положение его крестьян и, отнюдь не налагая ни на кого обязанности принужденной, или стесняющей в чём-нибудь право собственности, предоставляет все доброй воле каждого и влечению его собственного сердца». Таким образом, самодержавие в очередной раз проявило пассивность в решении крестьянского вопроса, отстранившись от реальной защиты прав и интересов крепостного крестьянства.

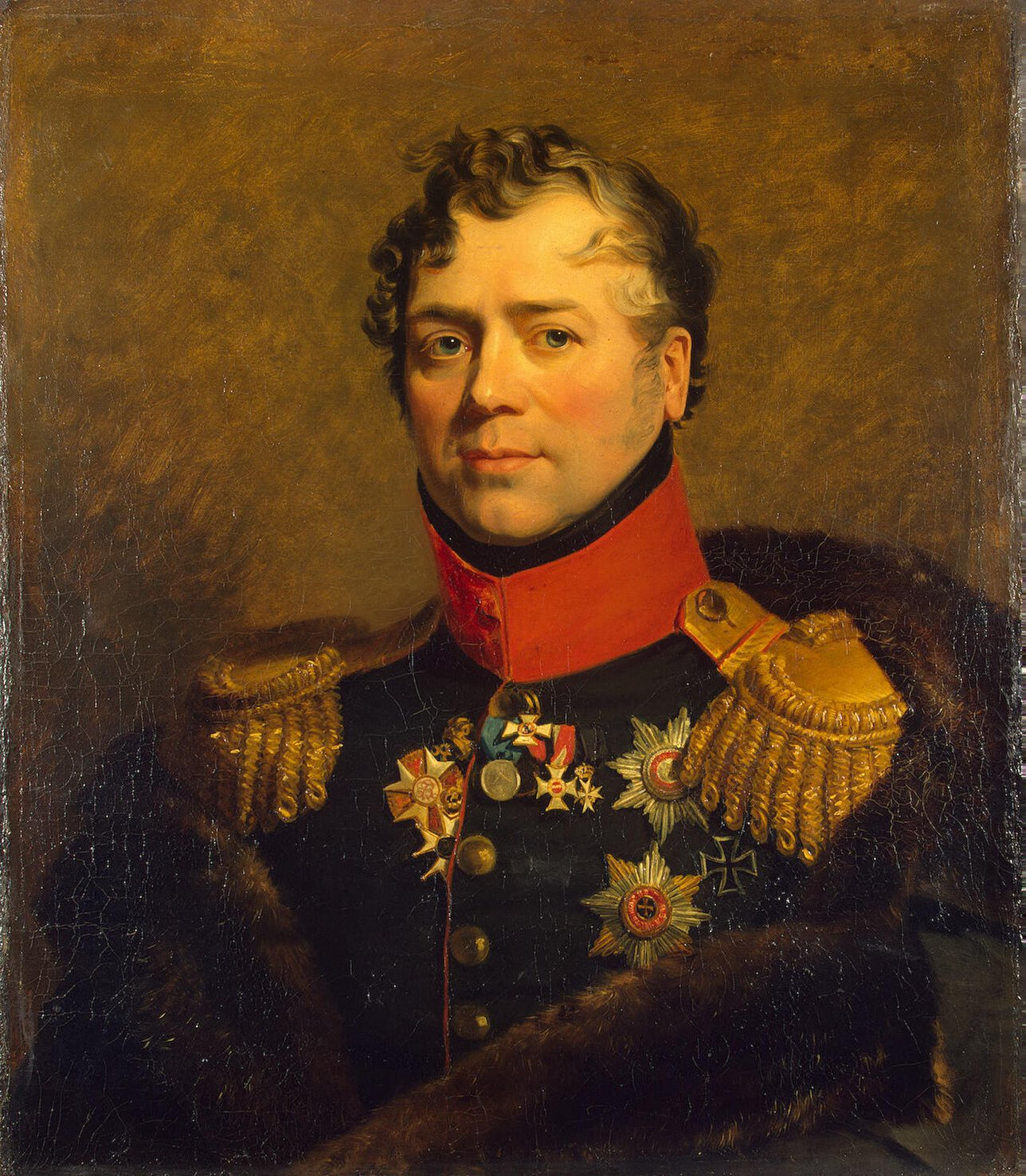
Д. В. Голицын

Бесперспективность столь ограниченного закона была вполне прогнозируема. Всем были известны неутешительные результаты александровского указа о вольных хлебопашцах, который также был рекомендательным. На это намекнул член Государственного Совета, престарелый московский военный генерал-губернатор Д. В. Голицын, возразив императору, что договоры, если оставить их на добрую волю помещиков, вряд ли будут кем-то заключаться. Голицын предложил Николаю I «прямо ограничить власть помещичью инвентарями», сделав их обязательными и «взяв в пример и основание известный указ Императора Павла об ограничении работ крестьян на помещиков тремя днями в неделю». Николай I искренне ответил Голицыну: «Я, конечно, самодержавный и самовластный, но на такую меру никогда не решусь, как не решусь и на то, чтоб приказать помещикам заключать договоры: это должно быть делом доброй их воли и только опыт укажет, в какой степени после можно будет перейти от добровольного к обязательному».
Император не рискнул пойти на открытую конфронтацию с русскими помещиками и поступать с ними так же, как с боярами Дунайских княжеств. В итоге «указ об обязанных крестьянах, как мера необязательная, не принёс почти никаких плодов», — констатировал В. И. Семевский. «Все усилия были парализованы и остались бесплодными»; «решение вопроса, столь важного для России, осталось в своём первобытном положении», — вспоминал в частной переписке П. Д. Киселёв о судьбе своей инициативы.

### Реализация идей Манифеста в Царстве Польском и Правобережной Украине
Относительно юго-западного и северо-западного регионов империи, где после подавления польского восстания 1830—1831 гг. с местными помещиками можно было особо не церемониться, Николай I придерживался иных взглядов и действий. В 1847—1848 гг. на юго-западных рубежах империи в губерниях Правобережной Украины (Киевское генерал-губернаторство) была проведена инвентарная реформа (описание помещичьих имений с чёткой фиксацией размеров земельных наделов помещичьих крестьян и регламентацией выполняемых ими повинностей), а в 1846 году на северо-западе страны в Царстве Польском были введены инвентари (под названием «претационных табелей») под руководством наместника И. Ф. Паскевича. Эти преобразования, реализовавшие основную идею Манифеста о трёхдневной барщине, были единственными реформами николаевского времени, имевшими обязательный характер для дворянско-помещичьих кругов. Авторство и инициатива проведения реформы принадлежали киевскому генерал-губернатору Д. Г. Бибикову. В мае 1847 года проект Бибикова об инвентарях после некоторых колебаний был утверждён Николаем I (вопреки мнениям министров государственных имуществ и внутренних дел). Инвентарная реформа была проведена Бибиковым в губерниях Правобережной Украины с большой настойчивостью и резкостью. Так называемые «инвентарные правила» («Правила для управления имениями по утверждённым для оных инвентарям») в числе прочих мер регламентировали высший предел крестьянских отработок за земельные участки и другие угодья в духе Манифеста о трёхдневной барщине Павла I (то есть не более трёх дней в неделю, а для ряда категорий даже не более 2 дней в неделю).

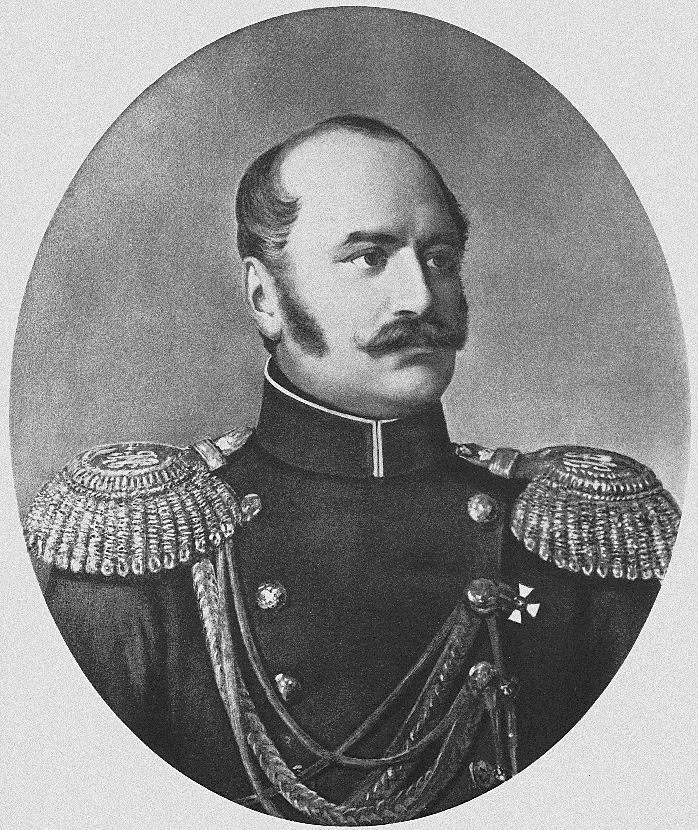
Д. Г. Бибиков

В 1848 году Д. Г. Бибиков был назначен членом Государственного совета, а в 1852 году возглавил министерство внутренних дел. В 1853—1854 гг. он приступил к распространению инвентарных правил, введённых им в юго-западном крае империи, на белорусские и литовские губернии (бывшую территорию Речи Посполитой). Стремясь к улучшению положения крестьян, Бибиков представил этот проект лично Николаю I (в обход комитета министров) и, получив одобрение императора, отменил все меры, выработанные региональным комитетом по составлению инвентарных правил. Однако, со вступлением на престол императора Александра II, белорусские и литовские помещики добились приостановки начатого Бибиковым введения инвентарей. В мае 1855 года Бибикову было предписано взять обратно составленный им проект инвентарей и передать составление нового проекта региональным дворянским комитетам. А ещё через несколько месяцев последовала его отставка «по болезни». Российское общество восприняло отставку Бибикова как победу дворянско-помещичьих кругов в спорах о проблеме крепостного права.
Реализация в юго-западном крае Российской империи инвентарной реформы, чётко регламентирующей повинности крепостных крестьян стала главной заслугой Д. Г. Бибикова. Эта мера, в которой отразилась одна из основных идей Манифеста о трёхдневной барщине, имела важное прогрессивное значение для страны. Введением инвентарных правил императорское правительство подталкивало помещиков к модернизации крепостнических отношений и постепенной отмене крепостного права. Реализация инвентарной реформы в масштабах всей империи могла бы стать мощным историческим прорывом. Однако Николай I, столкнувшись с мощнейшей оппозицией дворянско-помещичьих кругов и правительственной бюрократии, не решился на этот шаг.

### Судьба Манифеста в центральных регионах России
В центральных регионах Российской империи положение продолжало оставаться без особых изменений. Манифест о трёхдневной барщине не был подтверждён и не соблюдался. Более того, появились реальные и явственные пробелы в имперском законодательстве. Так, несмотря на то, что принцип трёхдневной барщины уже был официально зафиксирован в Своде Законов, появившийся несколькими годами позже Общий наказ гражданским губернаторам от 3 июня 1837 года вообще не упоминал о трёхдневной барщине, а лишь предписывал гражданским властям и земской полиции строго следить за тем, чтобы крестьян не принуждали к работам в воскресные дни. Сложившаяся правовая коллизия наглядно демонстрировала отсутствие внятной государственной позиции по этим вопросам, как у правительственных кругов, так и у самого императора Николая I.

### Переписка М. С. Воронцова с П. Д. Киселёвым

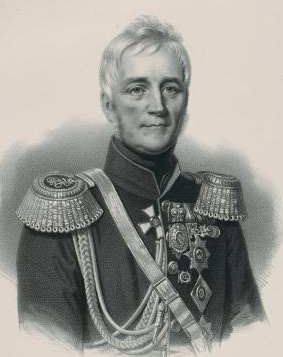
М. С. Воронцов

Одна из самых объективных характеристик судьбы Манифеста о трёхдневной барщине в годы царствования Николая I была дана в частной переписке 1850-х гг. М. С. Воронцова с П. Д. Киселёвым. Воронцов в течение ряда лет настойчиво высказывал Киселёву целый ряд предложений, связанных с реализацией павловского Манифеста. Первоначально Воронцов предлагал «осуществить правило, предписанное Императором Павлом о трёхдневной работе», то есть не просто подтвердить павловский закон, а реализовать его идеи в масштабах всей империи. Киселёв ответил, что это невозможно, так неизбежно потребует составления инвентарей и законодательного определения отношений между помещиками и крестьянами, что повлечёт за собой «перемену состояния крепостных крестьян» и реальное, а не номинальное ограничение помещичьей власти над крепостными. А эту идею лично пресёк император Николай I на заседании Государственного Совета 30 марта 1842 года, оставив инвентари на добрую волю помещиков. Тогда Воронцов попытался сфокусировать внимание Киселёва на необходимости реанимации хотя бы самого Манифеста («Закон Императора Павла о трёхдневной работе имеет особую важность. На этом законе основывается почти вся экономия и все взаимные отношения по полевым работам между помещиками и крестьянами в России», но в то же время «закон Императора Павла не довольно ясен и редко где исполняется по намерению законодателя»). Воронцов напоминал Киселёву, что принцип трёхдневной барщины подвергается бойкоту практически во всех помещичьих имениях: «Теперь почти везде делается в России, что вместо трёх дней каждую неделю, помещик или его управляющий заставляет крестьян работать на господской земле в хорошую погоду и в самое нужное для земледельческих работ время 6, 9, 10 и более сряду дней, позволяя им работать после того для себя равное число дней, или когда лучшее для работ время прошло, или при неблагоприятной погоде». «Благодетельный закон остаётся без всякой пользы, и крестьяне весьма часто приходят в нищету». Он убеждал Киселёва, что официальное подтверждение павловского Манифеста николаевским правительством позволит значительно урегулировать положение крепостного крестьянства: «Не нужно нового узаконения — одно подтверждение указом из Сената, а когда этого не хотят, то и один циркуляр с высочайшего соизволения от министра внутренних дел, был бы достаточен, чтобы привести это важное дело в порядок… Одно подтверждение, чтобы в одной неделе крестьяне не были принуждены работать более трёх дней, все дело поправит, и большой шаг будет сделан к улучшению отношений между владельцами и крестьянами».
Киселёв соглашался с Воронцовым («я вполне разделяю, в сущности, ваши воззрения»), но не видел возможности для реализации этих инициатив («больше чем трудно узаконить известные права и труднее всего трёхдневную барщину, которая сама по себе вызывает регламентацию крепостного права во всем его объёме»). Киселёв откровенно писал, что не согласен с николаевской нерешительностью в вопросе регламентации крестьянских повинностей: «я могу сказать, что этого и до сих пор желаю из страха, потому что чем более я всматриваюсь, тем более страшусь восстания крестьян, грозящего спокойствию России и существованию дворянства. Предупредить зло было бы, конечно, разумнее, чем дать ему развиться и сложа руки ожидать его печальных последствий»). Воронцов настаивал: «обыкновенно люди могут, но вы не можете утверждать, что пока у нас существует крепостное право, нельзя ввести в действие и строго исполнять закон о трёхдневной барщине, изданный императором Павлом». Данное письмо было написано Воронцовым вскоре после крестьянских волнений в селе Маслов Кут Пятигорского уезда Ставропольской губернии в январе 1853 года. Одной из основных причин восстания крепостных были «обременительные оброки и работы». Следствие установило, что крестьян принуждали работать на барщине «понедельно» и «без зачёта ненастных дней и прихода к месту помещичьих работ». Это восстание, участники которого кричали «мы хотим воли», удалось подавить лишь с помощью артиллерии и только после того, как были убиты и ранены свыше 300 человек. «Эта последняя катастрофа не совершилась бы, — уверял Воронцов Киселёва, — если бы помещики не имели права заставлять крестьян работать не только без справедливого распределения барщинных дней, но даже за сто вёрст от их жилищ».
Переписка Воронцова с Киселёвым, продолжавшаяся несколько лет, внесла определённый вклад в реанимацию Манифеста о трёхдневной барщине. Переработанные инициативы Воронцова были взяты на вооружение самодержавием и легли в основу министерского циркуляра Д. Г. Бибикова (1853).

### Циркуляр Бибикова (1853) — подтверждение Манифеста
Советы Воронцова вспомнили уже во время Крымской войны, когда о крестьянских волнениях в селе Маслов Кут был проинформирован Николай I. В ситуации внешней угрозы самодержавию было необходимо искать срочные решения обострившихся внутренних проблем. Опасаясь вызвать излишнее недовольство дворянства, николаевское правительство не решилось на издание новых законов и попыталось в очередной раз реанимировать Манифест о трёхдневной барщине. 22 октября 1853 года председатель Комитета министров А. И. Чернышёв сообщил в секретном письме министру внутренних дел Д. Г. Бибикову, что помещик села Маслов Кут «позволил себе обременять крестьян непомерными налогами и тягостями. …он заставлял крестьян вместо определённых по закону в пользу владельца 3 дней в неделю работать в течение нескольких недель кряду, предоставляя равно число дней в пользу крестьянина, но тогда уже, когда удобное для работ время прошло; а также посылал крестьян для господских работ в дальние места, не считая в их пользу те дни, которые они провели в следовании туда и обратно». Далее Чернышёв сообщал, что «Государь Император, опасаясь, что подобные случаи злоупотребления помещичьей властью могут быть и в других местах, изволил признать необходимым циркулярно подтвердить гг. предводителям дворянства, чтобы они сами наблюдали и при всех случаях внушали помещикам о непременном соблюдении закона, по коему крестьяне обязаны работать в пользу помещика только 3 дня в каждую неделю». Проект соответствующего циркуляра, согласованного с Николаем I, Чернышёв направил Бибикову.
Как и предписывал император, 24 октября (4 ноября) 1853 года Бибиков направил губернским предводителям дворянства закрытый циркуляр, в котором сообщалось, что «государь … высочайше соизволил повелеть: подтвердить всем гг. предводителям дворянства непременную волу его величества, дабы они строго наблюдали сами и при всех случаях внушали помещикам, что … положительно определена обязанность крестьян работать в пользу помещика только 3 дня в неделю; прочие затем дни каждой недели должны быть оставляемы в пользу крестьян на исправление их собственных работ». Позитивным нововведением циркуляра МВД стало подтверждение не просто трёхдневной барщины, а конкретно — трёхдневной барщины в течение каждой недели: «работы в пользу владельца более 3 дней в каждую неделю, даже и в тех случаях, когда будет предоставляемо равное число дней другой недели в пользу крестьян, не согласны с точным смыслом приведённых выше постановлений», а также включение в число барщинных работ времени, которое требовалось крестьянам, чтобы добраться до места работ («при отсылке крестьян для господских работ в места, отдалённые от их жительства, время, употреблённое ими на переход туда и обратно, непременно должно быть зачитаемо в число следующих в пользу владельца рабочих дней»). Аналогичные циркуляры губернаторам Бибиков отправил уже по собственной инициативе, (Николай I вёл речь только о предводителях дворянства губерний). Губернаторам Бибиков, в частности, предписывал «неослабно блюсти за тем, чтобы помещики не нарушали закона о 3-дневной барщине».
Секретный циркуляр Бибикова, изданный под занавес николаевского царствования, стал первыми государственным актом, официально подтверждающими Манифест о трёхдневной барщине. Это произошло через 56 лет после издания самого Манифеста. Однако в главном Николай I оказался недальновиднее и нерешительнее Павла I, так принял решение, чтобы «сей циркуляр … был сообщён секретно, и чтобы ему вообще не было дано гласности». Таким образом, от крестьян следовало строжайше скрывать тот факт, что государь подтвердил регламентацию крестьянских повинностей. Нетрудно догадаться, что попытки самодержавия ограничить крестьянскую эксплуатацию втайне от самих крестьян имели ещё более скромные результаты, чем павловский Манифест.
Как и в случае с Манифестом о трёхдневной барщине, губернские администрации руководствовались циркуляром Бибикова лишь первое время. Так, в конце 1853 года тверской губернатор сообщил губернскому предводителю дворянства, что в имении помещика Неронова в Калязинском уезде крестьяне вынуждены работать на барщине «нередко по 6 дней в неделю». В дальнейшем реализация циркуляра Бибикова мало чем отличалась от реализации Манифеста о трёхдневной барщине. Самодержавие, по-прежнему, старалось избегать волевых решений проблемы регламентации крестьянских повинностей. Уже при Александре II, накануне отмены крепостного права, летом 1859 года крестьяне ряда сёл Малоархангельского уезда Орловской губернии бунтовали против своих помещиков, добиваясь сокращения барщинных работ до трёх дней в неделю.
Император Николай I, искренне считавший крепостное право злом и выступавший за его постепенную отмену, не стремился форсировать эти процессы, считая их преждевременными и оставляя все на добрую волю российских помещиков. В этой ситуации, даже самые серьёзные попытки реанимации Манифеста о трёхдневной барщине, неоднократно предпринимаемые прогрессивными чиновниками, изначально были обречены на провал. Окончательные результаты николаевской эпохи были вполне предсказуемы: «ограничение крепостного права за эту эпоху подвинулось вперёд весьма мало», «не было сделано ничего серьёзного», — характеризовал николаевское царствование В. И. Семевский. За время царствования Николая I, идеи регламентации крестьянских повинностей, заложенные в павловском Манифесте, были реализованы лишь в юго-западном крае и на окраинах империи — в 10 % помещичьих имений страны.

## Итоги реализации Манифеста о трёхдневной барщине
Реализация Манифеста о трёхдневной барщине не привела к серьёзным изменениям крепостнических отношений в России.
Слабость редакции этого закона, отсутствие эффективного контроля над процессом его реализации, бойкотирование его норм дворянско-помещичьими кругами и нерешительность самодержавия предопределили фактическое бездействие его норм уже при Павле I.
При Александре I и Николае I реализация Манифеста также стояла на месте, и самодержавие оказалось не в состоянии изменить эту ситуацию. «Оказалось, что оба преемника Павла не только ни на шаг не продвинули крестьянского вопроса, но даже отодвинули его назад, не решаясь на узаконение трёхдневной барщины. Сыновья отстали от отца на полстолетия», — писал В. О. Ключевский. Вопрос о простом подтверждении Манифеста, действительно, решался преемниками Павла I в течение 52 лет (с 1801 по 1853 гг.). Неоднократные попытки реанимации этого закона, предпринимаемые в этот период высокопоставленными чиновниками и влиятельными общественными деятелями, закончились безрезультатно, а их инициаторы оказались в политической изоляции, лишившись поддержки самодержавия. Вопрос об усилении контроля над исполнением Манифеста о трёхдневной барщине так и не был решён вплоть до отмены крепостного права.
Отсутствие эффективной «обратной связи» между крепостным крестьянством и государственными властями предопределили почти полную бесперспективность крестьянских жалоб на неисполнение Манифеста. Понимая безрезультатность борьбы за свои права законными путями, крестьяне начинают действовать более радикальными методами (отказы от выполнения барщинных работ, волнения, вооружённые мятежи).
Определённым достижением николаевской эпохи стала лишь реализация ключевых идей Манифеста в ходе реформаторских начинаний в Дунайских княжествах, Царстве Польском и Правобережной Украине. Но «инвентарная реформа» затронула лишь 10 % помещичьих имений страны.